# EV Aicall Zeltweg
L'EV Aicall Zeltweg est un club de hockey sur glace de Zeltweg en Autriche. Il évolue en Nationalliga, le second échelon autrichien.

## Historique
Le club est créé en 1950 sous le nom de	EV Zeltweg. En 2007, il est renommé EV Aicall Zeltweg.

## Palmarès
- Aucun titre.